# Kösseinehaus
Das Kösseinehaus ist ein ganzjährig bewirtschaftetes Unterkunftshaus des Fichtelgebirgsvereins (FGV) und steht auf dem 939 Meter hohen Gipfel der Großen Kösseine im Fichtelgebirge (Nordostbayern). Das Haus ist nur auf Wanderwegen zu erreichen. Ausgangspunkt für eine vier Kilometer lange Wanderung zum Berggipfel ist der Felsengarten Luisenburg bei Wunsiedel. Kösseinehaus ist zugleich ein Gemeindeteil der Kreisstadt Wunsiedel im Landkreis Wunsiedel im Fichtelgebirge (Oberfranken,  Bayern).

## Hausgeschichte
Es ist anzunehmen, dass der erste wetterfeste Unterstand auf dem Gipfel der Großen Kösseine bereits 1805 errichtet wurde. Das preußische Königspaar, Friedrich Wilhelm III. mit Gemahlin Luise, hielt sich in diesem Jahr vom 13. Juni bis 5. Juli in (Bad) Alexandersbad auf und unternahm mit Begleitung am 17. Juni einen Spazierritt zu Kösseine, „einem Berge, der wohl eine der interessantesten Aussichten über die ganze obere Pfalz, bis in die Gegend von Regensburg und Nürnberg gewährt und erst mit Einbruch der Nacht kehrten sie von da wieder zurück“. Dies berichtete am 27. Juni die Bamberger Zeitung. Für den Ausritt zur Kösseine wurde eigens ein Weg angelegt, der heute noch die Bezeichnung Königsweg hat. 
1833 wurde von einer Hütte auf der Kösseine berichtet, die auf dem höchsten Platz an eine Felswand angebaut war und mit Tisch und Bänken „hinlängliche Bequemlichkeit gewährleistete“. Auch 1839 stand noch dieser Unterschlupf, nach dem damaligen Forstmeister Kadner Kadnerhütte benannt. Revierförster Ludwig Seyler aus Furthammer ließ 1851 ein neues Wetterdach bauen. 
Die Mitglieder der Sektion Fichtelgebirge des Deutschen und Österreichischen Alpenvereins (Vorgängerin des FGV) bauten 1882 auf der Südseite des Gipfels eine gezimmerte Schutzhütte, die 80 Personen Platz bot und 241,32 Mark kostete. Die Steinsäulen der damaligen Hütte stehen noch südlich des Kösseineturms. Auch von einer Bewirtschaftung der Bergstation wird berichtet: Es gab Bier, Backsteinkäse und Hartwurst. 
Wegen der ständig steigenden Besucherzahlen fasste man beim FGV den Entschluss zum Bau einer Blockhütte. 1898 und 1899 bildete die FGV-Hauptkasse je 600 Mark Rücklagen, von privater Seite wurden Spenden in Aussicht gestellt. Erst die außerordentliche Generalversammlung vom 16. März 1902 genehmigte den Antrag der FGV-Ortsgruppen Wunsiedel und Marktredwitz zum Bau des Kösseinehauses nach den Plänen von Baurat Christian Winnerling aus Wunsiedel. Am 23. Oktober 1902 wurde mit dem Forstärar ein notarieller Vertrag zur Grundstücksüberlassung geschlossen, vor dem Wintereinbruch des Jahres 1902 war der Rohbau des Hauses vom Baugeschäft Köppel aus Marktredwitz fertiggestellt. (Baukosten 12.500 Mark, 1.000 Mark für Inneneinrichtung). Die Einweihungsfeier fand am 24. Mai 1903 statt.